# Fabulous Sport

Logo de l'émission

Faboulous Sport est une émission de télévision animée par Darren Tulett et Isabelle Moreau, diffusé tous les vendredis soir à 19 h 40 sur Canal+ Sport.

## Concept
L'émission mêle sport, musique et humour. Darren Tullet, Isabelle Moreau avec leurs chroniqueurs Olivier Gazio, Frédéric Brindelle, Mariella Tiemann reçoivent chaque semaine un invité qui partage sa passion pour le sport à travers des reportages, des interviews décalés et des sketchs.
Début 2009, Audrey Vernon fait un sketch chaque semaine intitulé Madame de Goal, où elle donne des conseils aux femmes de footballeurs.